# Karierte Helmschnecke

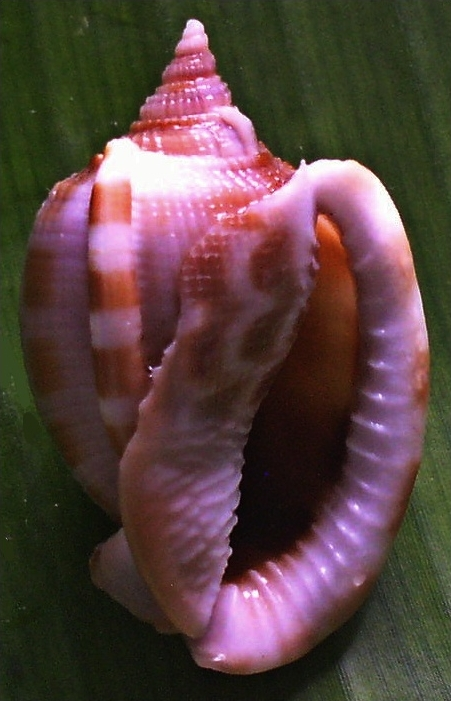
Gehäuse von Phalium areola

Die Karierte Helmschnecke (Phalium areola) ist eine Schnecke aus der Familie der Helmschnecken (Gattung Phalium), die im Indopazifik verbreitet ist und sich von Seeigeln ernährt.

## Merkmale
Das mäßig große Schneckenhaus von Phalium areola hat ein spitzes Gewinde und einen Körperumgang mit einer stumpfen, glatten, gewinkelten Schulter. Jeder Umgang ist mit einer wohl entwickelten Varix besetzt. Die Naht ist etwas eingedrückt. Die Gehäusemündung ist mäßig breit, der Siphonalkanal kurz und nach oben gebogen. Die äußere Lippe der Gehäusemündung ist an ihrem inneren Rand stark gezähnt. Die Oberfläche des Hauses ist cremig weiß mit 4 bis 5 spiraligen Reihen großer quadratischer dunkelbrauner oder tief oranger Flecken. Das Haus erreicht bei ausgewachsenen Schnecken rund 9 cm, zuweilen bis zu 12 cm Länge.

## Verbreitung und Lebensraum
Phalium areola ist im Indopazifik von der süd- und ostafrikanischen über Mauritius, Mauritius, Réunion, Seychellen, Sri Lanka, Indien bis nach Melanesien und Samoa, nördlich nach Japan und südlich bis nach Neusüdwales und Neukaledonien verbreitet. Die Schnecke lebt auf sandig-schlammigem Untergrund in der Gezeitenzone und bis in Tiefen von 7 m.

## Lebenszyklus
Wie andere Helmschnecken ist Phalium areola getrenntgeschlechtlich. Das Männchen begattet das Weibchen mit seinem Penis. Das Weibchen legt die Eier in Gelegen zahlreicher horniger Eikapseln ab, die jeweils mehrere hundert Eier enthalten. Ein Großteil der Eier entwickelt sich zu Embryonen. Die pelagische Phase der Veliger-Larven vom Schlupf aus der Eikapsel bis zur Metamorphose zur fertigen Schnecke dauert etwa zwei Monate.

## Nahrung
Phalium areola ernährt sich von Seeigeln, die mit dem giftigen Speichel aus der Schnauze der Schnecke gelähmt werden.